# 救命艇手規則
救命艇手規則（きゅうめいていしゅきそく、昭和37年9月26日運輸省令第47号）は、救命艇手の資格について定めた国土交通省令である。
船員法に基づき定められたものである。